# Bad Bunny

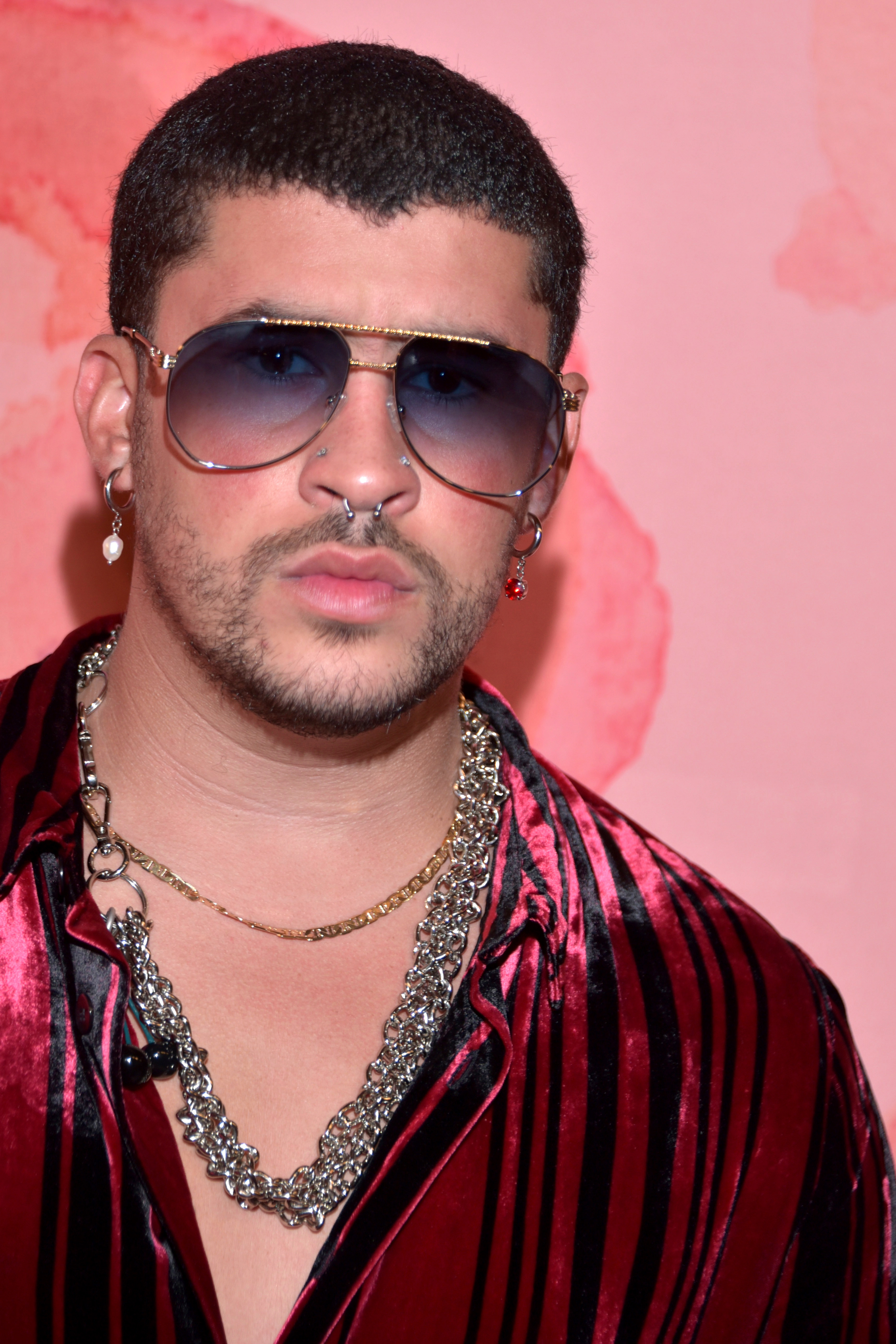
Bad Bunny bei den PornHub-Awards im Oktober 2019

Benito Antonio Martínez Ocasio (* 10. März 1994 in Vega Baja), bekannt unter seinem Künstlernamen Bad Bunny, ist ein aus Puerto Rico stammender Latin-Rap- und Reggaeton-Sänger.

## Leben und Karriere
Benito Antonio Martínez Ocasio wurde am 10. März 1994 in Vega Baja, Puerto Rico, als Sohn einer Lehrerin und eines Truckers geboren. Als er fünf Jahre alt war, hatte er den Traum, Sänger zu werden. Später studierte er an der Universität von Puerto Rico in Arecibo audiovisuelle Kommunikation und arbeitete nebenbei in einem Supermarkt als Einpacker. Erste musikalische Aufnahmen veröffentlicht er mit 19 Jahren auf der Webseite SoundCloud. Mit der Single „Diles“ gelang ihm sein Durchbruch. Er wurde von DJ Luian entdeckt, erreichte so weitere Künstler in der Szene und wurde zu einem Vorreiter in der lateinamerikanischen Trap-Szene.
Im Sommer 2017 unterzeichnete Bad Bunny einen Plattenvertrag mit dem Cardenas Marketing Network (CMD) und hatte dafür mehrere Auftritte in lateinamerikanischen Ländern. Ab November 2017 veranstaltete Bad Bunny die erste spanischsprachige Show von Beats 1, Trap Kingz. Mit dem Song „I Like It“, den er zusammen mit Cardi B produzierte, landete er auf Platz 1 der Billboard Hot 100 in den Vereinigten Staaten.
Am 21. Juli 2018 hatte Bad Bunny eine fünfminütige Performance beim Tomorrowland-Festival in Belgien im Rahmen des von DJ Alesso vorgestellten Sets, das ihn zum Auftritt einlud.
Er erhielt mehrere Top-Ten-Einträge in den Hot Latin Songs Charts und arbeitete mit vielen bekannten Musikern zusammen. Er wurde über 46,5 Millionen Mal auf YouTube abonniert und erreichte in den globalen Jahrescharts der meistgestreamten Künstler auf Spotify 2020, 2021 und 2022 den ersten Platz.
Seit Anfang 2021 hat er Gastauftritte an der Seite von Damian Priest bei der Wrestling Promotion World Wrestling Entertainment. Dort konnte er am 15. Februar den Titel des WWE 24/7 Championship erkämpfen. Er gab den Titel in der RAW Ausgabe vom 17.03. aber im Tausch gegen WWE Stone Cold Steve Austin Merchandise wieder an R-Truth. Bei WrestleMania 37 gewann er zusammen mit Priest ein Tag-Team-Match gegen The Miz und John Morrison. Im Zuge des Pay-per-View „Backlash 2023“ in Puerto Rico besiegte er Damian Priest in einem San Juan Street Fight-Match.
2021 machte er sein Debüt als Schauspieler und übernahm in der dritten Staffel der Netflix-Serie Narcos: Mexico eine Nebenrolle. Ein während der COVID-19-Pandemie von ihm nach zweijähriger Konzertpause am 10. Dezember 2021 in San Juan auf Puerto Rico gegebenes Konzert führte zur Erkrankung von 2.000 der 60.000 Zuschauer an COVID-19. 2022 übernahm er eine Rolle im Kinofilm Bullet Train.
Im November 2022 wurde das Album Un verano sin ti durch die amerikanische Recording Academy in der Kategorie Album of the Year sowie für das Best Música Urbana Album nominiert. Eine weitere Nominierung bekam er für die Kategorie Best Pop Solo Performance für den Song Moscow Mule.
Mit seinen Auftritten generierte Bad Bunny 2022 mehr als 435 Millionen Dollar und damit die größte Summe, die im Jahr 2022 ein Künstler mit Tickets einnehmen konnte. Im April 2023 trat er als Headliner beim Coachella Valley Music and Arts Festival auf.

## Privates
Ocasio lernte 2017 die Schmuckdesignerin Gabriela Berlingeri in einem Restaurant kennen, als er dort mit seiner Familie aß, und die beiden begannen bald darauf, miteinander auszugehen. Berlingeri war die erste Latina, die das Cover des Rolling Stone fotografierte, als sie Ocasio für das Cover des Magazins im Mai 2020 fotografierte. In einem Interview mit der Los Angeles Times aus dem Jahr 2020 erklärte Bad Bunny, er betrachte Sexualität als fließend. Er sagte: „Am Ende des Tages weiß ich nicht, ob ich in 20 Jahren einen Mann mögen werde. Man weiß nie im Leben. Aber im Moment bin ich heterosexuell und mag Frauen.“
Im November 2022 wurde sein Vermögen auf 18 Millionen Dollar geschätzt.

## Stil
Bad Bunny ist hauptsächlich ein Latin-Trap-Künstler. Wie in einem Rolling-Stone-Artikel beschrieben wird, singt und rappt Bad Bunny mit einem unterhaltenden tiefen und breiartigen Ton, der zähflüssige Melodien und einen Rapper-Tonfall verwendet.

## Diskografie
Studioalben

| Jahr | Titel Musiklabel                                        | Höchstplatzierung, Gesamtwochen, AuszeichnungChartplatzierungen (Jahr, Titel, Musiklabel, Platzierungen, Wochen, Auszeichnungen, Anmerkungen) | Höchstplatzierung, Gesamtwochen, AuszeichnungChartplatzierungen (Jahr, Titel, Musiklabel, Platzierungen, Wochen, Auszeichnungen, Anmerkungen) | Höchstplatzierung, Gesamtwochen, AuszeichnungChartplatzierungen (Jahr, Titel, Musiklabel, Platzierungen, Wochen, Auszeichnungen, Anmerkungen) | Höchstplatzierung, Gesamtwochen, AuszeichnungChartplatzierungen (Jahr, Titel, Musiklabel, Platzierungen, Wochen, Auszeichnungen, Anmerkungen) | Höchstplatzierung, Gesamtwochen, AuszeichnungChartplatzierungen (Jahr, Titel, Musiklabel, Platzierungen, Wochen, Auszeichnungen, Anmerkungen) | Höchstplatzierung, Gesamtwochen, AuszeichnungChartplatzierungen (Jahr, Titel, Musiklabel, Platzierungen, Wochen, Auszeichnungen, Anmerkungen) | Höchstplatzierung, Gesamtwochen, AuszeichnungChartplatzierungen (Jahr, Titel, Musiklabel, Platzierungen, Wochen, Auszeichnungen, Anmerkungen) | Anmerkungen                                                             |
| Jahr | Titel Musiklabel                                        | DE | AT | CH | UK | US | Latin | ES | Anmerkungen                                                             |
| ---- | ------------------------------------------------------- | --- | --- | --- | --- | --- | --- | --- | ----------------------------------------------------------------------- |
| 2018 | X 100pre Rimas Entertainment                            | — | — | CH72 (4 Wo.)CH | — | US11 (177 Wo.)US | Latin1 Diamant · (… Wo.)Latin | ES24 Platin · (89 Wo.)ES | Erstveröffentlichung: 24. Dezember 2018 Verkäufe: + 665.000             |
| 2019 | Oasis Universal Latin                                   | — | — | CH22 (4 Wo.)CH | — | US9 (34 Wo.)US | Latin1 ×2Doppeldiamant · (268 Wo.)Latin | ES45 Gold · (88 Wo.)ES | Erstveröffentlichung: 28. Juni 2019 Verkäufe: + 1.305.000; mit J Balvin |
| 2020 | YHLQMDLG Rimas Entertainment                            | — | — | CH12 (10 Wo.)CH | — | US2 (206 Wo.)US | Latin1 ×2×4Doppeldiamant + Vierfachplatin · (… Wo.)Latin                                                                                      | ES4 ×3Dreifachplatin · (156 Wo.)ES | Erstveröffentlichung: 29. Februar 2020 Verkäufe: + 1.585.000            |
| 2020 | Las que no iban a salir Rimas Entertainment             | — | — | CH37 (2 Wo.)CH | — | US7 (23 Wo.)US | Latin1 ×3Dreifachplatin · (148 Wo.)Latin | ES4 Platin · (124 Wo.)ES | Erstveröffentlichung: 10. Mai 2020 Verkäufe: + 220.000                  |
| 2020 | El último tour del mundo Rimas Entertainment            | — | — | CH25 (2 Wo.)CH | — | US1 (109 Wo.)US | Latin1 ×6Sechsfachplatin · (… Wo.)Latin | ES1 ×2Doppelplatin · (157 Wo.)ES | Erstveröffentlichung: 27. November 2020 Verkäufe: + 490.000             |
| 2022 | Un verano sin ti Rimas Entertainment                    | DE35 (20 Wo.)DE | AT21 (15 Wo.)AT | CH3 (113 Wo.)CH | UK62 Silber · (1 Wo.)UK | US1 (… Wo.)US | Latin1 (… Wo.)Latin | ES1 ×8Achtfachplatin · (… Wo.)ES | Erstveröffentlichung: 6. Mai 2022 Verkäufe: + 1.430.000                 |
| 2023 | Nadie sabe lo que va a pasar mañana Rimas Entertainment | DE43 (2 Wo.)DE | AT36 (1 Wo.)AT | CH1 (24 Wo.)CH | UK70 (1 Wo.)UK | US1 (69 Wo.)US | Latin1 (… Wo.)Latin | ES1 ×2Doppelplatin · (… Wo.)ES | Erstveröffentlichung: 13. Oktober 2023 Verkäufe: + 105.000              |
| 2025 | Debí tirar más fotos Rimas Entertainment                | DE3 (… Wo.)DE | AT3 (… Wo.)AT | CH1 (… Wo.)CH | UK13 (7 Wo.)UK | US1 (… Wo.)US | Latin1 (… Wo.)Latin | ES1 ×3Dreifachplatin · (… Wo.)ES | Erstveröffentlichung: 5. Januar 2025 Verkäufe: + 210.000                |

## Auszeichnungen
| Jahr | Auszeichnung             | Kategorie                 | Für                                | Resultat  |
| ---- | ------------------------ | ------------------------- | ---------------------------------- | --------- |
| 2017 | Latin Grammy Awards      | Best Urban Song           | Si tu novio te deja sola           | Nominiert |
| 2017 | Latin Grammy Awards      | Best Urban Performance    | Si tu novio te deja sola           | Nominiert |
| 2017 | Premios Juventud         | Breakthrough Artist       | ihn                                | Nominiert |
| 2018 | iHeartRadio Music Awards | Best New Latin Artist     | ihn                                | Nominiert |
| 2018 | MTV Video Music Awards   | Song of the Summer        | I Like It (mit Cardi B & J Balvin) | Gewonnen  |
| 2023 | Grammy Awards            | Album of the Year         | Un verano sin ti                   | Nominiert |
| 2023 | Grammy Awards            | Best Música Urbana Album  | Un verano sin ti                   | Gewonnen  |
| 2023 | Grammy Awards            | Best Pop Solo Performance | Moscow Mule                        | Nominiert |